# 石森虹花
石森 虹花（いしもり にじか、5月7日 - ）は、日本のタレントであり、女性アイドルグループ・欅坂46、DAISY★GIRLSの元メンバーである。宮城県出身。A-teamグループの「A-Light」（エーライツ）所属。
身長162cm。血液型はA型。

## 略歴
4歳の頃、モーニング娘。のミニモニ。が大好きで将来の夢はアイドルだった。13歳の頃、東北地方で東日本大震災が発生した際、被災地に訪れたアイドルから笑顔を与えられ、アイドルを志す。高校3年生の時、家族全員に応援され、欅坂46の1期生オーディションに応募した。
2015年8月21日、欅坂46の1期生オーディションに合格。
2016年4月6日、欅坂46の1stシングル「サイレントマジョリティー」でCDデビュー。2016年7月30日、映画『コープスパーティー Book of shadow』で篠崎ひのえ役を演じる。役はオーディションで勝ち取った。
2017年10月25日、欅坂46の5thシングル「風に吹かれても」で初のフロントを務める。
2019年3月18日、同じく宮城県出身の守屋茜とともに東北楽天ゴールデンイーグルスのイメージキャラクター「イーグルスガール」に就任。
2020年9月30日、本人の意向により同日をもって欅坂46を卒業することが所属事務所より発表された。
2021年3月9日、Instagramのアカウントを開設。
2021年4月24日、Twitterのアカウントを開設。

## 人物
愛称は、にじか。石森虹花の「虹花」は、もし虹色の花があったら綺麗だろうと母親が名づけた。姉がいる。

### 嗜好
好きな食べ物はエクレア。好きな動物は犬。好きな色はピンク。好きな曲は「マードックからの最後の手紙」。影響を受けた作品は映画『犬と私の10の約束』。憧れの人物は西内まりや、武井咲。

### 趣味
趣味は化粧品を見ること、ワンコと遊ぶこと、絵を描くこと、エクレア。

### 欅坂46
欅坂46で推したいメンバーは平手友梨奈。
ユニット「五人囃子」のメンバーとして、1stアルバム『真っ白なものは汚したくなる』の収録曲「少女には戻れない」、5thシングル「風に吹かれても」の収録曲「結局、じゃあねしか言えない」を歌唱している。

## 作品

### シングル
欅坂46
- サイレントマジョリティー（2016年4月6日、SRCL-9035/41） - EAN 4988009125916。
- 手を繋いで帰ろうか（2016年4月6日、SRCL-9035/41） - EAN 4988009125930。
- キミガイナイ（2016年4月6日、 SRCL-9041） - EAN 4988009125954。
- 世界には愛しかない（2016年8月10日、SRCL-9147/53） - EAN 4988009130804。
- 語るなら未来を…（2016年8月10日、SRCL-9147/52） - EAN 4988009130804。
- 二人セゾン（2016年11月30日、SRCL-9267/73） - EAN 4547366279382。
- 大人は信じてくれない（2016年11月30日、SRCL-9267/73） - EAN 4547366279382。
- 制服と太陽（2016年11月30日、SRCL-9267/73） - EAN 4547366279375。
- 不協和音（2017年4月5日、SRCL-9394/402） - EAN 4547366301250。
- W-KEYAKIZAKAの詩（2017年4月5日、SRCL-9394/402） - EAN 4547366301250。
- 微笑みが悲しい（2017年4月5日、SRCL-9394/5） - EAN 4547366301250。
- エキセントリック（2017年4月5日、SRCL-9402） - EAN 4547366301298。
- 風に吹かれても（2017年10月25日、SRCL-9581/9） - EAN 4547366331660。
- 結局、じゃあねしか言えない（2017年10月25日、SRCL-9581/2） - EAN 4547366331639。
- 避雷針（2017年10月25日、SRCL-9585/6） - EAN 4547366331653。
- ガラスを割れ!（2018年3月7日、SRCL-9736/44）- EAN 4547366350265。
- もう森へ帰ろうか?（2018年3月7日、SRCL-9736/44） - EAN 4547366350265。
- アンビバレント（2018年8月15日、SRCL-9922/30） - EAN 4547366371079。
- Student Dance（2018年8月15日、SRCL-9922/30） - EAN 4547366371079。
- I'm out（2018年8月15日、SRCL-9922/3） - EAN 4547366371079。
- 黒い羊（2019年2月27日、SRCL-9983/91） - EAN 4589888214991。
- Nobody（2019年2月27日、SRCL-9983/4） - EAN 4547366383317。
- 誰がその鐘を鳴らすのか?（2020年8月21日）

### アルバム
欅坂46
- 真っ白なものは汚したくなる（2017年7月19日、SRCL-9482/8） - EAN 4547366318463。
- 永遠より長い一瞬 〜あの頃、確かに存在した私たち〜（2020年10月7日、SRCL-11510/6） - EAN 4547366450224。

### 映像作品
- 石森虹花（2016年4月6日） - EAN 4988009125916。
- 石森虹花（2016年8月10日） - EAN 4988009130804。
- 石森虹花（2016年11月30日） - EAN 4547366279382。
- コープスパーティー Book of Shadows アンリミテッド版（2017年1月11日） - EAN 4562474180528。
- KEYABINGO!（2017年1月27日） - EAN 4988021715010。
- 石森虹花（2017年4月5日） - EAN 4547366301250。
- 徳山大五郎を誰が殺したか?（2017年6月7日） - EAN 4517331036388。
- 残酷な観客達（2017年11月29日） - EAN 4988021715553。
- グループ発展祈願の旅 ～群馬編～（2017年10月25日） - EAN 4547366331646。
- KEYABINGO!2（2017年12月22日） - EAN 4988021715522。
- 石森虹花 自撮りTV（2018年3月7日） -  EAN 4547366350265。
- KEYABINGO!3（2018年6月29日） - EAN 4988021715874。
- 石森虹花×松田好花 自撮りTV（2018年8月15日） -  EAN 4547366371079。
- 欅共和国2017（2018年9月26日） - EAN 4547366376791。
- 欅坂46 特典映像「KEYAKI HOUSE」（2019年2月27日） - EAN 4547366383317。
- 欅共和国2018（2019年8月14日） - EAN 4547366417258。
- 欅坂46 LIVE at 東京ドーム 〜ARENA TOUR 2019 FINAL〜（2020年1月29日）- EAN 4547366438758。
- 欅共和国2019（2020年8月12日） - EAN 4547366462937。
- 欅坂46 ANNIVERSARY LIVE Director's Cut Collection（2020年10月7日） - EAN 4547366450224。
- 欅坂46 ARENA TOUR Director's Cut Collection（2020年10月7日） - EAN 4547366450231。
- KEYAKIZAKA46 Live Online, but with YOU!（2020年12月9日）- EAN 4547366481594 EAN 4547366481600。

## 出演

### テレビドラマ
- オトナヘノベル 番組内再現ドラマ「もう緊張に負けない！」（2016年12月22日、NHK Eテレ） - 女子高校生 役[22]。

### テレビ番組
- ナイツと石森虹花 (欅坂46) が見つける! 東京de宮城旅（2016年12月24日、KHB東日本放送）[23]
  - ナイツと石森・守屋 (欅坂46) が見つける! 東京de宮城旅2（2017年12月23日、KHB東日本放送）[24]
  - 宮城県民も初耳? ナイツと石森虹花 (欅坂46) の東京知らナイツアー（2018年12月29日、KHB東日本放送）[25]
- SHOWROOM×KHB 仮想ライブ空間で宮城の名産を売ってみた（2020年1月2日、KHB東日本放送）[26]
- にじいろ天気（2025年1月6日 - 、KHB東日本放送） - レギュラーゲスト[27]

### 映画
- コープスパーティー Book of shadow（2016年7月30日、ツインピークス / キャンター） - 篠崎ひのえ 役[28]。

### 舞台
- ザンビ〜Theater's end〜（2019年2月7日 - 17日、天王洲 銀河劇場） - 槻子 役（TEAM "BLACK"）[29]。
- 西園寺家の儀典（2022年12月7日 - 11日、シアターグリーン BIG TREE THEATER） - 絵麻 役（花チーム）[30][31]
- 舞台 十五少女漂流記（2023年2月3日 - 6日、シアター1010 / 2月23日、海老名市文化会館） - ケープ 役[32][33]

#### 降板
- 時計塔のレイラ（2023年4月26日 - 30日、CBGKシブゲキ!!） - ニーナ 役（鍵チーム）[34]
  - 4月22日、体調不良のため降板することを発表した[35]。

### ゲーム
- ザンビ THE GAME（2019年5月15日 - 2021年1月28日 、gumi） - 槻子 役[36]。

### ミュージックビデオ
- WurtS『リトルダンサー feat. Ito（PEOPLE 1）』 - 蜜花 役[37]。

### 配信番組
- #ラジオのら（2022年7月7日 - 、stand.fm）[38]